# Maestro dell'altare di Fröndenberger
Il Maestro dell'Altare di Fröndenberger (Meister des Fröndenberger Altars; fl. XV secolo) è stato un pittore anonimo tedesco attivo probabilmente a Soest tra la fine del XIV secolo e l'inizio del XV secolo.
Il suo nome deriva dalla pala d'altare dedicata alla Vergine, databile tra il 1410 e il 1420 e proveniente dall'abbazia cistercense delle monache di Fröndenberger nella regione della Ruhr. Attribuita come opera giovanile di Conrad von Soest, la pala d'altare venne smembrata nel 1776; ne restano oggi soltanto alcuni frammenti: la parte centrale con la Madonna col Bambino, ora al Museo di Dortmund, visibile anche quando le portelle erano chiuse, mentre delle sedici scene che completavano la decorazione dell'altare restano della portella sinistra le scene dell'Infanzia di Cristo, oggi conservate al Westfalisches Landesmuseum di Münster con nella scena della Natività la committente Segele von Mamme, badessa del convento dal 1410 al 1420 e della portella di destra gli scomparti con la Pentecoste, sempre a Munster e una Incoronazione della Vergine del Museo di Cleveland; sul rovescio di entrambi v'era Santa Cecilia, oggi tagliata in due. Stilisticamente l'altare deriva dalla semplificazione dei modi dell'altare di Bad-Wildungen, di Conrad von Soest.
Della sua maturità fanno parte la Vergine che intercede presso Cristo, con i santi Walpurgis e Agostino ed una donatrice agostiniana e l'Altare del preposto Blankerberch, proveniente dal convento di San Walpurgis in Soest, e databile agli anni trenta del Quattrocento, in quanto il donatore fu preposto tra il 1422 e il 1443.